# ピーター・ウィアーター
ピーター・ウィアーター（英: Peter Weireter、1953年 - ）は、俳優である。

## 出演

### 映画
- 今そこにある危機（Clear and present danger、1994年） - FBI Director's Bodyguard[1]
- セルラー（Cellular、2004年） - Sergeant（クレジット無し）[1]
- ホステージ（Hostage、2005年） - Ventura County Sheriff Sniper（クレジット無し）[1]
- ソルト（Salt、2010年） - seculity officer[要出典]